# Пукальпа
Пукальпа(кеч. puka hallpa — «червона земля») — місто на сході Перу, розташоване на річці Укаялі. Воно є адміністративним центром регіону Укаялі, провінції Коронель Портільо та районним центром Кальєр.

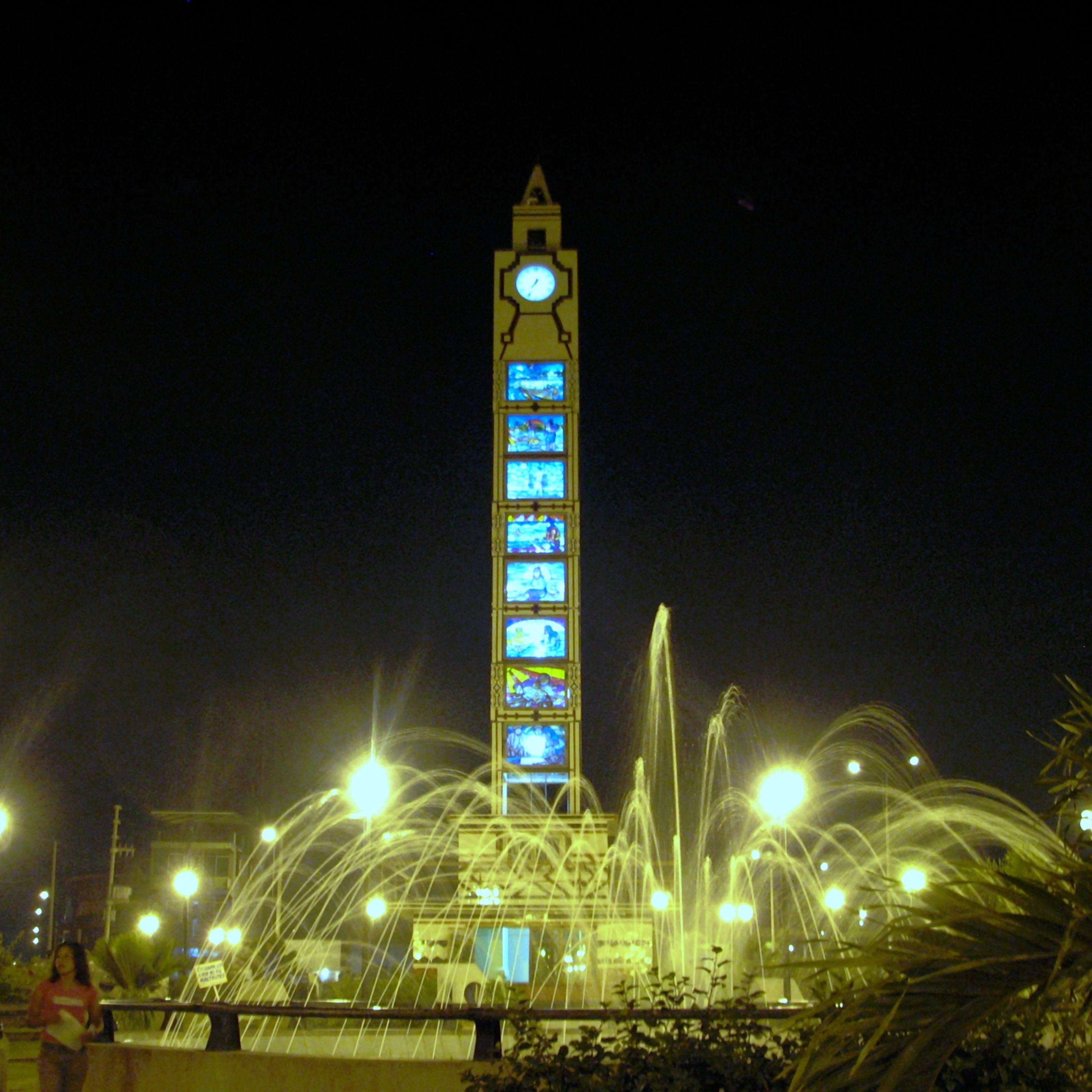
Площа в Пукальпа і фонтан Сан Мартін.

Пукальпа була заснована францисканцями в 1840-х роках, які переселили сюди кілька сімей племені шипібо-конібо. Протягом довгого часу Пукальпа була крихітним поселенням, ізольованим від решти частини країни дощовими лісами Амазонії і гірським масивом Анд. З 1880х до 1920-х був реалізований проект з'єднання міста з іншими населеними пунктами через залізницю консорціумом Ferrocarril Central Andino (ісп. Ferrocarril Central del Perú). Роботи кілька разів припинялися, потім знову поновлювалися, поки, врешті не були кинуті остаточно. Ізоляція міста була закінчена з будівництвом автодороги в 1945 році. Дорога дозволила налагодити торговельні зв'язки, що сприяло зростанню економіки міста та закріпленню за ним статусу столиці регіону. Однак тривалі зливи постійно загрожують руйнуванням дороги — в цьому районі країни часто бувають повені і зсуви.

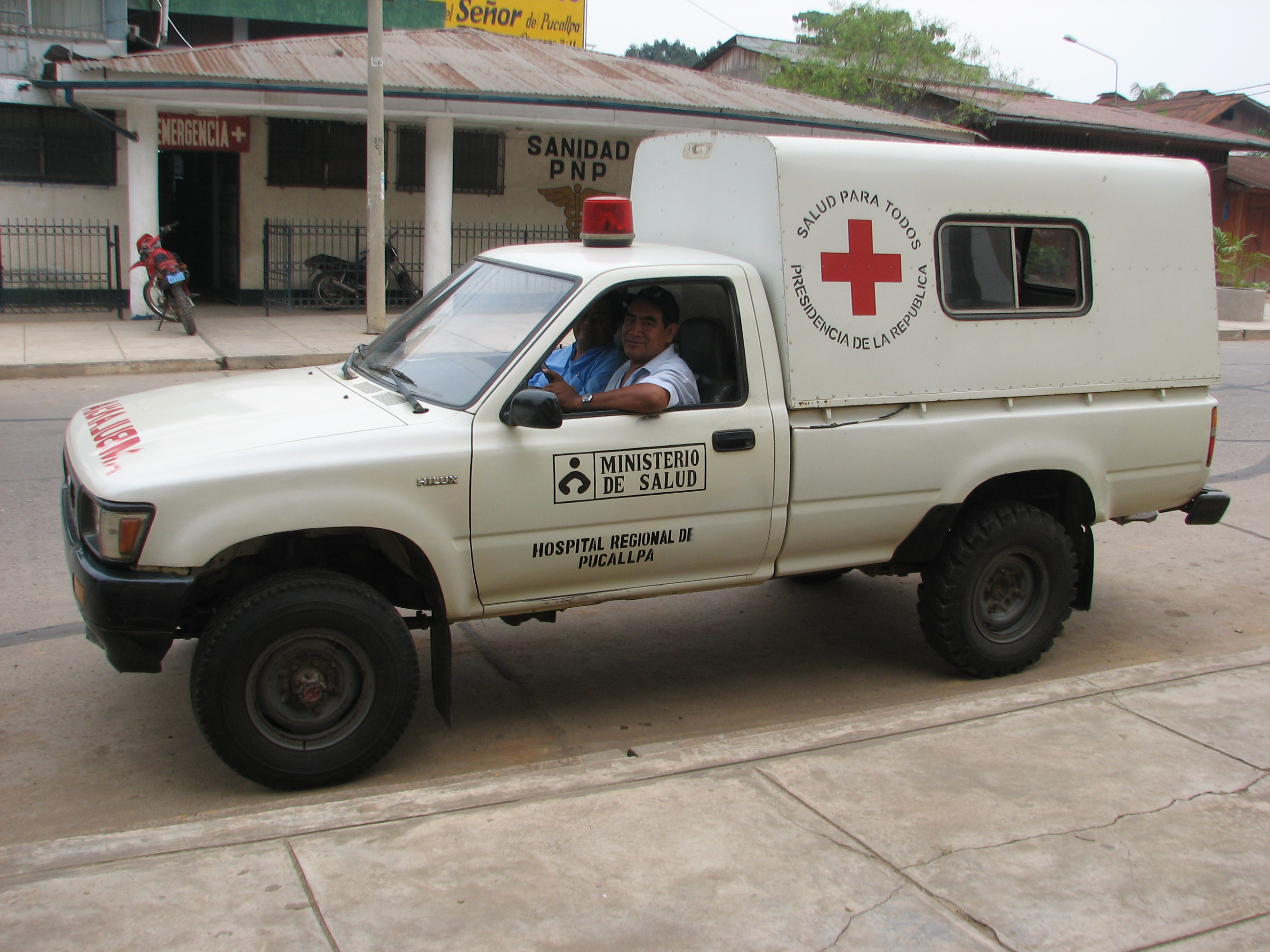
Служба «швидкої допомоги» в Пукальпі.

Місто з'єднане із зовнішнім світом також через повітряні авіалінії (тут є аеропорт) і річковий порт «Pucallpillo», який знаходиться практично біля центру міста. По річці звідси можна дістатися до Ліми через міста Уануко і Серро-де-Паско.
Пукальпа є найважливішим центром з обробки деревини. Тут також працює невеликий нафтопереробний завод.
Клімат міста дуже теплий, тропічний, середня температура становить + 26   ° С, максимум — до +37 ° С.